# 淮南西路
淮南西路是中國宋朝（960年－1279年）的一个地方行政区。熙宁五年（1072年）分淮南路为东西二路。淮南西路始建制，首府治寿州（后升为寿春府），以寿州、庐州（南宋首府）、蕲州、和州、舒州（后升为安庆府）、濠州、光州、黄州、无为军来属。後於宋朝滅亡後劃入元朝的河南江北行省。崇宁（1102年－1106年）年间，淮南东西兩路人口共计达到130万户。

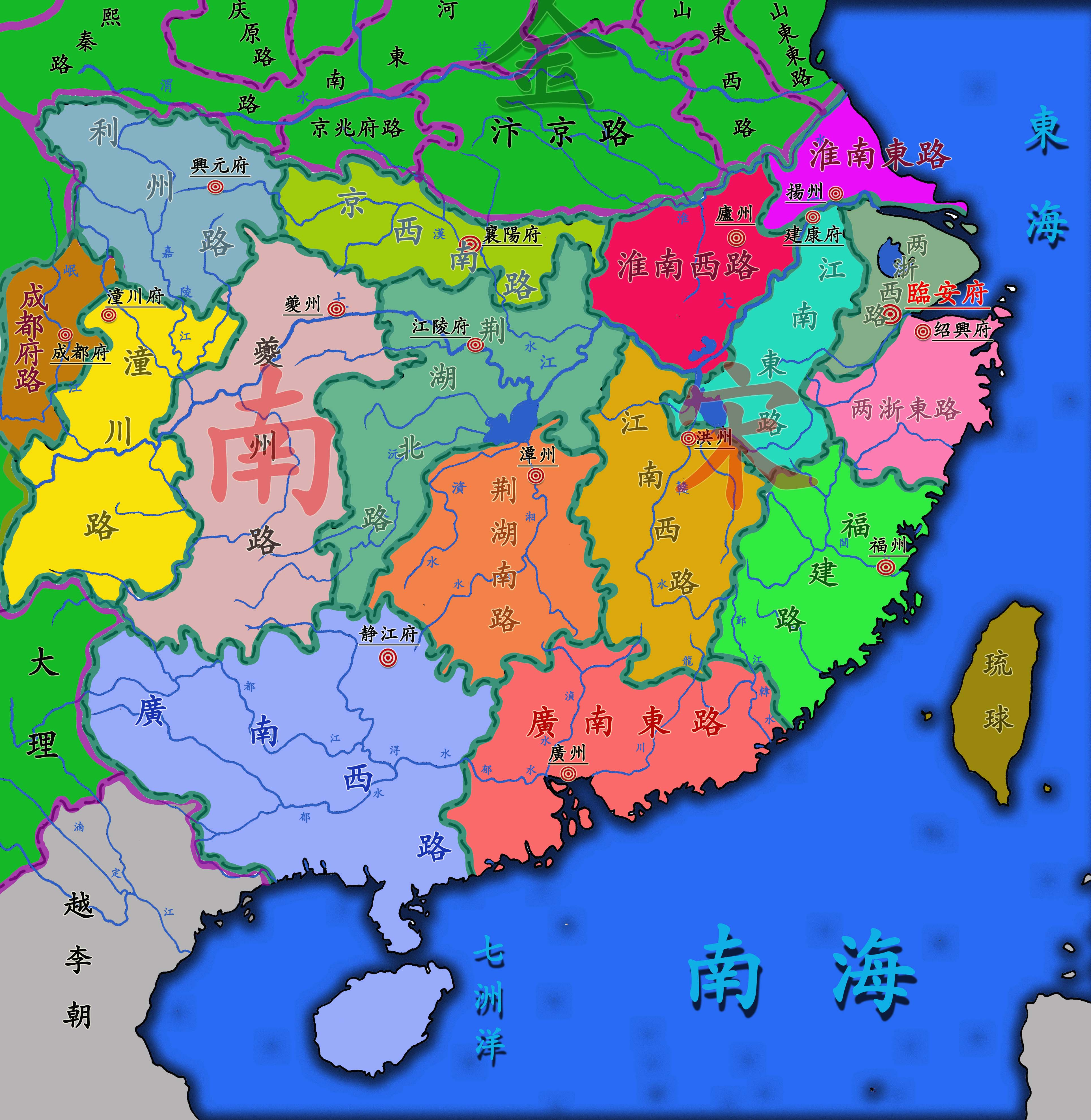
宋 分路图

## 建制沿革
北宋时范围基本继承了唐代的淮南道的西部，大致包括今天安徽省的中部，湖北省的东南部以及河南省的东南角。
南宋建炎衣冠南渡，淮南兩路建制仍在，但成為宋金交戰的主戰場之一，淮河成为北方的金和南方的南宋的边界线。建炎二年（1128年）南宋定淮南西路治庐州，绍兴十一年（1141年）宋金议和，以淮河为界，淮南東路亳州、宿州及淮南西路寿春府下蔡县沦于金国； 乾道二年（1166年）淮南西路徙治和州；乾道三年(公元1167年)降寿春府为安丰军，寿春由于地处边境，从此地位下降；乾道五年（1169年）淮南西路仍徙治庐州。

## 行政區劃
| 府、州、军 | 附郭县 | 县                                 |
| 寿春府     | 寿春县 | 下蔡县（南宋归金国） 安丰县 霍丘县 |
| 庐州       | 合肥县 | 舒城县 慎县                        |
| 蕲州       | 蕲春县 | 蕲水县 广济县 黄梅县 罗田县        |
| 和州       | 历阳县 | 含山县 乌江县                      |
| 舒州       | 怀宁县 | 桐城县 宿松县 望江县 太湖县 同安监 |
| 濠州       | 钟离县 | 定远县                             |
| 光州       | 定城县 | 固始县 光山县 仙居县 商城县        |
| 黄州       | 黄冈县 | 黄陂县 麻城县                      |
| 无为军     | 无为县 | 巢县 庐江县                        |
| 六安军     | 六安县 | 霍山县                             |